# Andrássy Lipót
Csíkszentkirályi és krasznahorkai gróf Andrássy Lipót (1767. június 3. – Betlér, 1824. október 14.) régiségbúvár.

## Élete
1792-ben a gömöri nemesi felkelők ezredese volt. A tudományoknak élt, különösen a bányászat érdekelte, ezért a selmecbányai bányakamara tanácsosa is volt. Értékes pénzgyűjteményt hagyott hátra. 1793-ban ő alapította a betléri kastély könyvtárát, mely ma már 20 000 kötetet tesz ki. Az ő idejében, 1783–1795 között létesítették a kastély körüli 81 hektár területű, egzotikus fákkal és bokrokkal beültetett angolparkot is.